# Denha I de Ticrite
Denha I (em siríaco: ܕܢܚܐ ܩܝܐ ܡܦܪܝܢܐ ܕܬܓܪܝܬ , em árabe: دنحا الاول مفريان المشرق, ?, Império Sassânida, século VI - Ticrite, Império Sassânida, 3 de novembro de 659) foi o Grande Metropolita do Oriente e chefe da Igreja Ortodoxa Síria do Oriente desde 649 até sua morte em 659. Ele é comemorado como santo pela Igreja Ortodoxa Síria no Martirológio de Rabban Sliba, e sua festa é dia 2 de outubro. Foi o primeiro mafriano, de acordo com o orientalista francês Rubens Duval.